# Polyommatus drasula
Polyommatus drasula är en fjärilsart som beskrevs av Swinhoe 1910. Polyommatus drasula ingår i släktet Polyommatus och familjen juvelvingar. Inga underarter finns listade i Catalogue of Life.